# Stairway to Heaven (café)
Stairway to Heaven was een restaurant/dancing aan de Mariaplaats 11 en 12 in Utrecht.
Dit café was genoemd naar het gelijknamige nummer van Led Zeppelin. Het café hing vol gouden platen en gitaren, waaronder de linkshandige Fender van Nirvana's Kurt Cobain. Mede-eigenaar was Henk Westbroek samen met Julia Harris.
Het pand werd tevens gebruikt voor optredens en presentaties.
Het café was gevestigd in de voormalige stalhouderij (rijtuigverhuur) van W. van der Lee, die de paarden voor de Utrechtse paardentram leverde. Van 1972 tot 1995 bevond zich hier de discotheek Cartouch.